# ミッチェル郡 (アイオワ州)
ミッチェル郡（Mitchell County）は、アメリカ合衆国アイオワ州に位置する郡である。人口は10,874人（2000年）。郡庁所在地はw:Osage, Iowaである。

## 地理

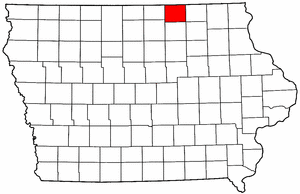
アイオワ州内の位置

アメリカ合衆国統計局によると、この郡は総面積1,216 km2 (469 mi2) である。このうち1,214 km2 (469 mi2) が陸地で1 km2 (0 mi2) が水地域である。総面積の0.10%が水地域となっている。

### 隣接する郡
- モーア郡 (ミネソタ州)  (北)
- ハワード郡  (東)
- フロイド郡  (南)
- セロゴード郡  (南西)
- ワース郡  (西)

## 人口動勢
2000年国勢調査で、この郡は人口10,874人、4,294世帯、及び2,984家族が暮らしている。人口密度は9/km2 (23/mi2) である。4/km2 (10/mi2) の平均的な密度に4,594軒の住宅が建っている。この郡の人種的な構成は白人99.27%、アフリカン・アメリカン0.17%、先住民0.07%、アジア0.17%、太平洋諸島系0.02%、その他の人種0.07%、及び混血0.21%である。ここの人口の0.58%はヒスパニックまたはラテン系である。
この郡内の住民は26.50%が18歳未満の未成年、18歳以上24歳以下が6.10%、25歳以上44歳以下が24.20%、45歳以上64歳以下が21.70%、及び65歳以上が21.60%にわたっている。中央値年齢は41歳である。女性100人ごとに対して男性は95.70人である。18歳以上の女性100人ごとに対して男性は92.00人である。
この郡の世帯ごとの平均的な収入は34,843米ドルであり、家族ごとの平均的な収入は41,233米ドルである。男性は29,601米ドルに対して女性は22,054米ドルの平均的な収入がある。この郡の一人当たりの収入 (per capita income) は16,809米ドルである。人口の10.70%及び家族の7.00%は貧困線以下である。全人口のうち18歳未満の16.50%及び65歳以上の8.10%は貧困線以下の生活を送っている。

## 都市及び町
| - Osage - カーペンター (Carpenter) - ミッチェル (Mitchell) - McIntire | - Orchard - St. Ansgar - Stacyville |

### 郡区
- バーオーク郡区
- シーダー郡区
- ダグラス郡区
- イーストリンカーン郡区
- ジェンキンス郡区
- リバティ郡区
- ミッチェル郡区
- ニューバーグ郡区
- オーセージ郡区
- オトラント郡区
- ロック郡区
- セントアンスガー郡区
- ステイシービル郡区
- ユニオン郡区
- ウェイン郡区
- ウェストリンカーン郡区